# Adrian Marino
 (novembre 2010).
Si vous disposez d'ouvrages ou d'articles de référence ou si vous connaissez des sites web de qualité traitant du thème abordé ici, merci de compléter l'article en donnant les références utiles à sa vérifiabilité et en les liant à la section « Notes et références ».
Pour les articles homonymes, voir Marino.
Adrian Marino (Iași, 5 septembre 1921 – Cluj, 17 mars 2005) est un essayiste, critique, historien et théoricien littéraire roumain, lauréat du Prix Herder en 1985.

## Biographie
Marino obtient sa licence en 1944 à la Faculté des lettres d'Iași et de Bucarest. Entre 1944 et 1947, il est assistant-suppléant à la chaire d'Histoire de la littérature roumaine dont George Călinescu est titulaire. C'est d'ailleurs sous la direction de celui-ci qu'il commence à écrire en 1939 dans la revue Journal littéraire (Jurnalul Literar). De cette période universitaire date la rédaction de deux volumes sur le poète moderniste Alexandru Macedonski, Vie d'Alexandru Macedonski (Viața lui Alexandru Macedonski) et Œuvre d'Alexandru Macedonski (Opera lui Alexandru Macedonski), qui ne seront pourtant guère publiés avant 1965. Leur rédaction fut probablement inspirée par les livres de Călinescu sur Mihai Eminescu, Vie de Mihai Eminescu (Viața lui Mihai Eminescu) et Œuvre de Mihai Eminescu (Opera lui Mihai Eminescu).[réf. nécessaire] Il obtient son doctorat en 1946 avec sa thèse Vie d'Alexandru Macedonski.
Marino est arrêté et incarcéré en 1949 pour la reproduction et la diffusion de textes du « Personnel de l'école » de l'Université nationale de la jeunesse paysanne (Tineretului Universitar Național Țăranist), activités considérées illégales par le gouvernement communiste d'alors. Il est détenu jusqu'en 1957, puis déporté dans un village du Bărăgan, Lătești (qui fait aujourd'hui partie de Bordușani en Ialomița), où il demeure assigné à résidence pendant encore six autres années, jusqu'en 1963. Il est alors, comme il le relate dans ses mémoires, voisin d'Elena Codreanu veuve de Corneliu Zelea Codreanu . Il ne recouvre le droit de signer qu'en 1965, année où il publie enfin sa Vie d'Alexandru Macedonski à l'âge de 44 ans. En 1969, il obtient une complète réhabilitation politique et juridique, et ses pleins droits lui sont restitués.
Marino est élu à l'Académie roumaine et à l'Union des écrivains. Entre 1971 et 1972, il fait un séjour de spécialisation en Suisse, supervisé par l'éminent comparatiste René Étiemble, auquel il consacrera un essai intitulé Étiemble ou Le comparatisme militant publié en 1982. Entre 1973 et 1980, il rédige et dirige la première revue d'études littéraires roumaine à grand tirage en langue étrangère, les Cahiers roumains d'études littéraires, qu'il a lui-même fondée. Il publie en 1980 la première monographie sur le chercheur Mircea Eliade, Hermeneutica lui Mircea Eliade, dont la traduction française, L'herméneutique de Mircea Eliade, paraît l'année suivante.
En 1985, on décerne à Marino le prestigieux Prix Herder. Il publie en Roumanie et à l'étranger des livres de théorie littéraire et comparatiste. Les six volumes de sa Biographie de l'idée de littérature (Biografia ideii de literatură), publiés entre 1991 et 2000, représentent la première encyclopédie littéraire complète roumaine. Avec son livre Pour l'Europe (Pentru Europa), publié en 1995, il se concentre désormais sur l'idéologie culturelle et produit alors « le véritable manifeste de l'européanisme roumain post-communiste. » Il est également l'auteur d'un Dictionnaire des idées littéraires (Dicționar de idei literare) resté inachevé à sa mort en 2005. Il fut membre de l'Association des écrivains professionnels de Roumanie (Asociația Scriitorilor Profesioniști din România) ou ASPRO.

## Œuvres
Les titres français des ouvrages roumains ne servent généralement que d'indications hormis lorsqu'ils sont suivis par le nom d'une maison d'édition et d'une année de publication, dénotant ainsi l'existence d'une traduction française.
- Vie d'Alexandru Macedonski ((ro) Viața lui Alexandru Macedonski, Editura pentru Literatură, 1965)
- Œuvre d'Alexandru Macedonski ((ro) Opera lui Alexandru Macedonski, Editura pentru Literatură, 1967)
- Introduction à la critique littéraire ((ro) Introducere în critica literară, Editura Tineretului, 1968)Seconde édition revue, 2007
- Moderne, modernisme, modernité ((ro) Modern, modernism, modernitate, Editura Univers, 1969)
- Dictionnaire des idées littéraires, I : A-G ((ro) Dicționar de idei literare, I: A-G, Editura Eminescu, 1973)Premier volume d'une série inachevée
- La critique des idées littéraires, Éditions Complexe, 1977 ((ro) Critica ideilor literare, Editura Dacia, 1974), trad. Manole Friedman
- Olé! Espagne ((ro) Ole! España, Editura Eminescu, 1974)Seconde édition, 1995
- Carnets européens ((ro) Carnete Europene, Editura Dacia, 1974)Seconde édition, 2003
- Apparences roumaines et réalités européennes ((ro) Prezențe românești și realități europene, Editura Albatros, 1978)
- L'herméneutique de Mircea Eliade, Gallimard, coll. « Les Essais », 1981 ((ro) Hermeneutica lui Mircea Eliade, Editura Dacia, 1980), trad. Jean Gouillard
- Littérature roumaine. Littératures occidentales. Rencontres, Editura Științifică și Enciclopedică, 1981
- Étiemble ou Le comparatisme militant, Gallimard, coll. « Les Essais », 1982
- L'herméneutique de l'idée de littérature ((ro) Hermeneutica ideii de literatură, Editura Dacia, 1987)
- Comparatisme et théorie de la littérature, Presses universitaires de France, coll. « Écriture », 1988
- Biographie de l'idée de littérature, vol. I : De l'Antiquité au Baroque ((ro) Biografia ideii de literatură, vol. I: Antichitate-Baroc, Editura Dacia, 1991)
- Biographie de l'idée de littérature, vol. II : Le Siècle des Lumières et le 19e siècle ((ro) Biografia ideii de literatură, vol. II: Secolul Luminilor, Secolul 19, Editura Dacia, 1992)
- Escapades dans le monde libre ((ro) Evadări în lumea liberă, Institutul European, 1993)
- Biographie de l'idée de littérature, vol. III : Le XXe siècle, Partie 1 ((ro) Biografia ideii de literatură, vol. III: Secolul 20, Partea I, Editura Dacia, 1994)
- Pour l'Europe. L'intégration de la Roumanie. Aspects idéologiques et culturels ((ro) Pentru Europa. Integrarea României. Aspecte ideologice și culturale, Editura Polirom, 1995)Seconde édition revue et augmentée, 2005
- Politique et culture. Pour une nouvelle culture roumaine ((ro) Politică și cultură. Pentru o nouă cultură română, Editura Polirom, 1996)
- Retour à l'Europe. Idées et controverses roumaines, 1990-1995 ((ro) Revenirea în Europa. Idei și controverse românești, 1990-1995, Editura Aius, 1996)
- Biographie de l'idée de littérature, vol. IV : Le XXe siècle, Partie 2 ((ro) Biografia ideii de literatură, vol. IV: Secolul 20, Partea II, Editura Dacia, 1997)
- Biographie de l'idée de littérature, vol. V : Le XXe siècle, Partie 3 ((ro) Biografia ideii de literatură, vol. V: Secolul 20, Partea III, Editura Dacia, 1998)
- Précis de littérature européenne, Presses universitaires de France, coll. « Précis », 1998Ouvrage sous la direction de Béatrice Didier. Marino a rédigé le chapitre « Histoire de l'idée de « littérature européenne » et des études européennes ».
- Biographie de l'idée de littérature, vol. VI : Le XXe siècle, Partie 4 ((ro) Biografia ideii de literatură, vol. VI: Secolul 20, Partea IV, Editura Dacia, 2000)
- La censure en Roumanie. Esquisse historique introductive ((ro) Cenzura în România. Schiță istorică introductivă, Editura Aius, 2000)
- Le troisième discours : culture, idéologie et politique en Roumanie. Dialogue avec Sorin Antohi ((ro) Al treilea discurs: cultură, ideologie și politică în România. În dialog cu Sorin Antohi, Editura Polirom, 2001)
- Liberté et censure en Roumanie. Débuts ((ro) Libertate și cenzură în România. Începuturi, Editura Polirom, 2005)
- Vie d'un homme solitaire ((ro) Viața unui om singur, 2010)

### Édition critique
- (ro) Alexandru Macedonski (étude préliminaire, édition intégrale, notes et variantes, chronologie et bibliographie par Adrian Marino), Opere [« Œuvre »], Editura pentru Literatură/Editura Minerva, Bucarest, 1966-1980, 7 vol.